# Кромбек довгодзьобий
Кромбек довгодзьобий (Sylvietta rufescens) — вид горобцеподібних птахів родини Macrosphenidae.

## Поширення
Вид поширений в Південній Африці. Живе у фінбоші, саванах та акацієвих рідколіссях.

## Опис
Дрібний птах, завдовжки до 12  см, вагою 16 г. Верхня частина тіла сіро-коричнева з блідо-сірими бровами. Через очі проходить темна смуга. Нижня частина тіла жовтява. Дзьоб довгий, ледь зігнутий, чорного кольору.

## Спосіб життя
Трапляється парами або невеликими групами, часто у змішаних зграях. Живиться комахами та іншими дрібними членистоногими. Розмножується в кінці сухого сезону і на початку сезону дощів. Гніздо — це великий мішок з травинок, павутиння та рослинних волокон, який прикріплюється до нижніх гілок акацій. У гнізді 1-3 білих яйця. Інкубація триває 14 днів. Пташенята залишають гніздо через два тижні після вилуплення.